# Saint-Jean-le-Vieux (Isèra)
Saint-Jean-le-Vieux és un municipi francès situat al departament de la Isèra i a la regió d'Alvèrnia-Roine-Alps. L'any 2007 tenia 218 habitants.

## Demografia

### Població
El 2007 la població de fet de Saint-Jean-le-Vieux era de 218 persones. Hi havia 84 famílies de les quals 18 eren unipersonals (4 homes vivint sols i 14 dones vivint soles), 25 parelles sense fills, 33 parelles amb fills i 8 famílies monoparentals amb fills.
La població ha evolucionat segons el següent gràfic:
Habitants censats

### Habitatges
El 2007 hi havia 98 habitatges, 83 eren l'habitatge principal de la família, 9 eren segones residències i 5 estaven desocupats. 95 eren cases i 3 eren apartaments. Dels 83 habitatges principals, 78 estaven ocupats pels seus propietaris, 4 estaven llogats i ocupats pels llogaters i 1 estava cedit a títol gratuït; 1 tenia una cambra, 1 en tenia dues, 3 en tenien tres, 20 en tenien quatre i 58 en tenien cinc o més. 70 habitatges disposaven pel capbaix d'una plaça de pàrquing. A 23 habitatges hi havia un automòbil i a 50 n'hi havia dos o més.

### Piràmide de població
La piràmide de població per edats i sexe el 2009 era:
| Homes | Edats   | Dones |
| ----- | ------- | ----- |
| 0     | 95 o +  | 0     |
| 0     | 90 a 94 | 0     |
| 0     | 85 a 89 | 4     |
| 0     | 80 a 84 | 0     |
| 4     | 75 a 79 | 8     |
| 4     | 70 a 74 | 4     |
| 4     | 65 a 69 | 0     |
| 0     | 60 a 64 | 4     |
| 4     | 55 a 59 | 8     |
| 4     | 50 a 54 | 4     |
| 12    | 45 a 49 | 12    |
| 8     | 40 a 44 | 0     |
| 16    | 35 a 39 | 8     |
| 8     | 30 a 34 | 12    |
| 4     | 25 a 29 | 16    |
| 8     | 20 a 24 | 12    |
| 8     | 15 a 19 | 0     |
| 8     | 10 a 14 | 4     |
| 4     | 5 a 9   | 4     |
| 8     | 0 a 4   | 12    |

## Economia
El 2007 la població en edat de treballar era de 148 persones, 120 eren actives i 28 eren inactives. De les 120 persones actives 119 estaven ocupades (60 homes i 59 dones) i 1 aturada (1 dona i 1 dona). De les 28 persones inactives 8 estaven jubilades, 14 estaven estudiant i 6 estaven classificades com a «altres inactius».

### Ingressos
El 2009 a Saint-Jean-le-Vieux hi havia 91 unitats fiscals que integraven 251 persones, la mediana anual d'ingressos fiscals per persona era de 24.857 €.

### Activitats econòmiques
Dels 4 establiments que hi havia el 2007, 1 era d'una empresa financera, 1 d'una empresa immobiliària, 1 d'una empresa de serveis i 1 d'una empresa classificada com a «altres activitats de serveis».
L'any 2000 a Saint-Jean-le-Vieux hi havia 8 explotacions agrícoles.

## Poblacions més properes
El següent diagrama mostra les poblacions més properes.